# Cristian Poglajen
Cristian Gabriel Poglajen (Morón, 14 de julio de 1989) es un exjugador argentino de voleibol. Fue parte de la Selección nacional con la que participó en los Juegos Olímpicos de Londres 2012, Río de Janeiro 2016 y Tokio 2020, donde obtuvo la medalla de bronce. También, logró  la medalla de bronce en el Campeonato Mundial Juvenil de Pune, India en 2009.
En marzo de 2025, Cristian anunció su retiro del deporte por medio de un comunicado en sus redes sociales.

## Carrera deportiva
Debutó en el Club Atlético Vélez Sarsfield de Buenos Aires, con el que fue campeón argentino en 2007.
En la temporada 2008-09 hizo su debut en la Liga Argentina de Voleibol con el Belgrano de Córdoba, y al año siguiente pasó al Villa María Vóley, donde jugó durante un año antes de regresar al Vélez Sarsfield. En la temporada 2011-12 tuvo su primera experiencia en el extranjero al unirse al Knack Roeselare de Bélgica para jugar en la Liga A de Bélgica. Luego regresó a su país para jugar con el Sarmiento de Resistencia en la siguiente temporada.
En la temporada 2013-14 jugó en Polonia, compitiendo en la Polska Liga Siatkówki con el Effector Kielce. En los dos años siguientes, jugó en Brasil: en el primero representó al Montes Claros Vôlei en la Serie A de la Superliga, y en el segundo vistió la camiseta del São José Vôlei, también en la máxima división brasileña. En la temporada 2016-17 regresó a Argentina, fichando por el Lomas Vóley, equipo con el cual ganó la Copa ACLAV y terminó como el máximo anotador de la Liga Argentina de Voleibol. En la siguiente temporada se instaló en Italia para jugar en la SuperLega con el Porto Robur Costa de Ravenna, con el que ganó la Challenge Cup 2017-18.
Después de dos años en Italia, en la temporada 2019-20 se mudó a Turquía para jugar en la Efeler Ligi con el Ziraat Bankası. Permaneció en la máxima división turca también en la siguiente temporada, fichando por el recién ascendido Afyon Belediye Yüntaş.
En la temporada 2021-22 se unió a la Ligue A francesa, defendiendo los colores del Stade Poitevin, mientras que en la temporada 2022-23 regresó a su país para jugar con el UPCN Vóley.

## Selección nacional
En 2009, integró la selección juvenil que obtuvo la medalla de bronce en el Campeonato Mundial Juvenil (sub-21) de Pune (India).
En 2011, integró la selección que obtuvo el cuarto puesto en la Liga Mundial de Voleibol.
Integró la selección que compitió en los Juegos Olímpicos de Tokio 2020 donde ganó la medalla de bronce tras vencer a Brasil 3-2.